# Нож (фильм, 1999)
«Нож» (серб. Нож) — югославский кинофильм 1999 года режиссёра Мирослава Лекича по одноимённому роману Вука Драшковича.

## Сюжет
В 1942 году на территории оккупированной хорватами Герцеговины мусульманская семья Османовичей вырезает своих сербских соседей — Юговичей. В живых остаётся только один младенец, которого отдают растить мусульманской женщине Рабии. Пришедшие четники в отместку вырезают мусульманскую деревню, забирая с собой одного из детей Рабии. Через много лет выросшему в мусульманской среде Алие предстоит узнать, что в детстве их перепутали и он сам — единственный выживший Югович.

## В ролях
| Актёр              | Роль                       |
| ------------------ | -------------------------- |
| Жарко Лаушевич     | Алия Османович/Илия Югович |
| Бояна Малиевич     | Милица Янкович             |
| Александр Берчек   | Ходжа Халил Барбарич       |
| Велимир Живоинович | Протоиерей Ничифор Югович  |
| Драган Николич     | Ходжа Велия                |
| Мира Баняц         | Нена Хикмета               |
| Светозар Цветкович | Селим Османович            |
| Драган Петрович    | Огнен Баркович             |

## Интересные факты
- За первый день проката фильм посмотрело 100 000 зрителях в югославских кинотеатрах. На пятый день проката начались НАТОвские бомбардировки, к этому времени число зрителей превысило 650 000.
- На момент выхода это был самый дорогой фильм в истории югославского кинематографа.